# Konka Group
O Grupo Konka (português) (Chinês: 康佳集团; pinyin: Kāngjiā jítuán) é uma empresa chinesa, fabricante de produtos eletrônicos e de telecomunicações. Sua sede está localizada em Shenzhen, Guangdong, China.

## História
Foi fundada em 1980 com o nome de Shenzhen Konka Electronic Group Co., Ltd, mudou seu nome para Konka Group Co., Ltd. em 1995.
A empresa fabrica produtos como Televisores, power boxes e Telefone celular.

## Ligações Externas
Site Oficial